# Canalirogas tuberculatus
Canalirogas tuberculatus är en stekelart som beskrevs av Van Achterberg 1996. Canalirogas tuberculatus ingår i släktet Canalirogas och familjen bracksteklar. Inga underarter finns listade.